# New Car Assessment Programme
New Car Assessment Programme（ニューカーアセスメントプログラム、NCAP、新車アセスメントプログラム）は、1979年よりアメリカで実施されている自動車の安全性の評価（自動車アセスメント）。また、他の国や地域で実施されている評価にも名称が使用されている。

## 概要
毎年、政府機関である米国運輸省道路交通安全局（NHTSA）により実施され、結果が公表される。
- 前面衝突試験：1990年以降の生産車の評価がHPで公開されている。
- 側面衝突試験：1997年以降の生産車の評価が公開されている。
- 耐転覆性：2001年以降の生産車の評価が公開されている。

### 評価内容
前面衝突試験、側面衝突試験の2種の試験を行っており、ダミー人形の障害データを元に得点が付けられ評価される。
また、耐転覆性の性能を評価している。

### 安全性の評価
星の多少で評価されており、星5個が最高（安全)と評価されている。

## 他の衝突安全試験及び呼称
日本、オーストラリア、台湾、韓国、中国、ヨーロッパ、南米においても、同様の衝突テストが実施されている。
それぞれ国名の頭文字を使って、JNCAP(日本)、ANCAP(オーストラリア)、TNCAP(台湾)、KNCAP(韓国)、C-NCAP(中国)と呼ばれる。また、ヨーロッパの場合はEuro NCAP、南米の場合はLatin NCAPとそれぞれ呼ばれる。単にNCAPと言った場合はアメリカでの衝突試験を指すが、特に区別が必要な場合はUS-NCAPと言われる場合も有る。ただ、たまに誤解されUS-NCAPのことを指してANCAPという語が使われることもある。